# NGC 4220
NGC 4220 (другие обозначения — UGC 7290, MCG 8-22-89, ZWG 243.55, IRAS12137+4809, PGC 39285) — галактика в созвездии Гончие Псы.
Этот объект входит в число перечисленных в оригинальной редакции «Нового общего каталога».
В галактике вспыхнула сверхновая SN 1983O, её пиковая видимая звездная величина составила 14,5.
Галактика NGC 4220 входит в состав группы галактик M109. Помимо NGC 4220 в группу также входят ещё 42 галактики.